# Tada II

Herb Tada II

Herb Tada II a

Tada I (Tadden, Thadden) – kaszubski herb szlachecki.

## Opis herbu
Herb znany przynajmniej w dwóch wariantach. Opisy z wykorzystaniem zasad blazonowania, zaproponowanych przez Alfreda Znamierowskiego:
Tada II (Tadden, Thadden): Na tarczy dwudzielnej w pas, w polu górnym, czerwonym, pół gryfa srebrnego, wspiętego; w polu dolnym, srebrnym, gwiazda złota. Klejnot: nad hełmem bez korony trzy listki na łodygach, zielone w wachlarz. Labry czerwone, podbite srebrem.
Tada II a (Thadden): Pole dolne błękitne, w klejnocie trzy lilie naturalne na łodygach w wachlarz, labry z lewej błękitne, podbite złotem.

## Najwcześniejsze wzmianki
Najwcześniej herb pojawił się w wariancie II na mapie Pomorza Lubinusa z 1618 (jako Tadden), następnie u Ledebura (Adelslexikon der preussichen Monarchie von..., jako Thadden II), w Nowym Siebmacherze (jako Thadden II) oraz u Bagmihla (Pommersches Wappenbuch). Wariant II znany Siebmacherowi (jako Thadden I), jest to poprawniejsza heraldycznie odmiana (pole dolne nie łamie zasady alternacji).

## Rodzina Tadów
Herb Tada II używany był przez linie Tadów z Nieznachowa, Bożepola i Dzięcielca, w XVII wieku. Inne linie używały herbów Tada I i Tada III, z których Tada I to prawdopodobnie pierwotny herb wszystkich linii Tadów. Z resztą herbów Tadów łączy go podobieństwo klejnotów.

## Herbowni
Tada (Tadda, Tadde, Tadden, Tade, Taden, Tadka, Tadziński, Thada, Thadda, Thadde, Thadden, Thade).